# Sutton Veny
Sutton Veny è un villaggio e una parrocchia civile della contea del Wiltshire che si trova a sud-est della città di Warminster, Sud Ovest dell'Inghilterra, Regno Unito.

## Geografia

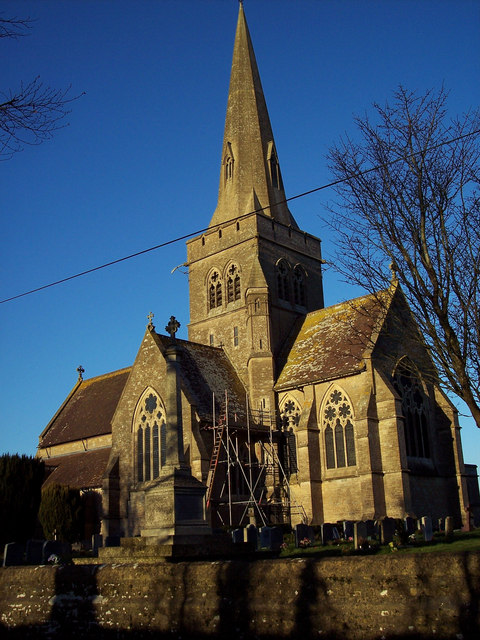
Chiesa di San Giovanni Evangelista

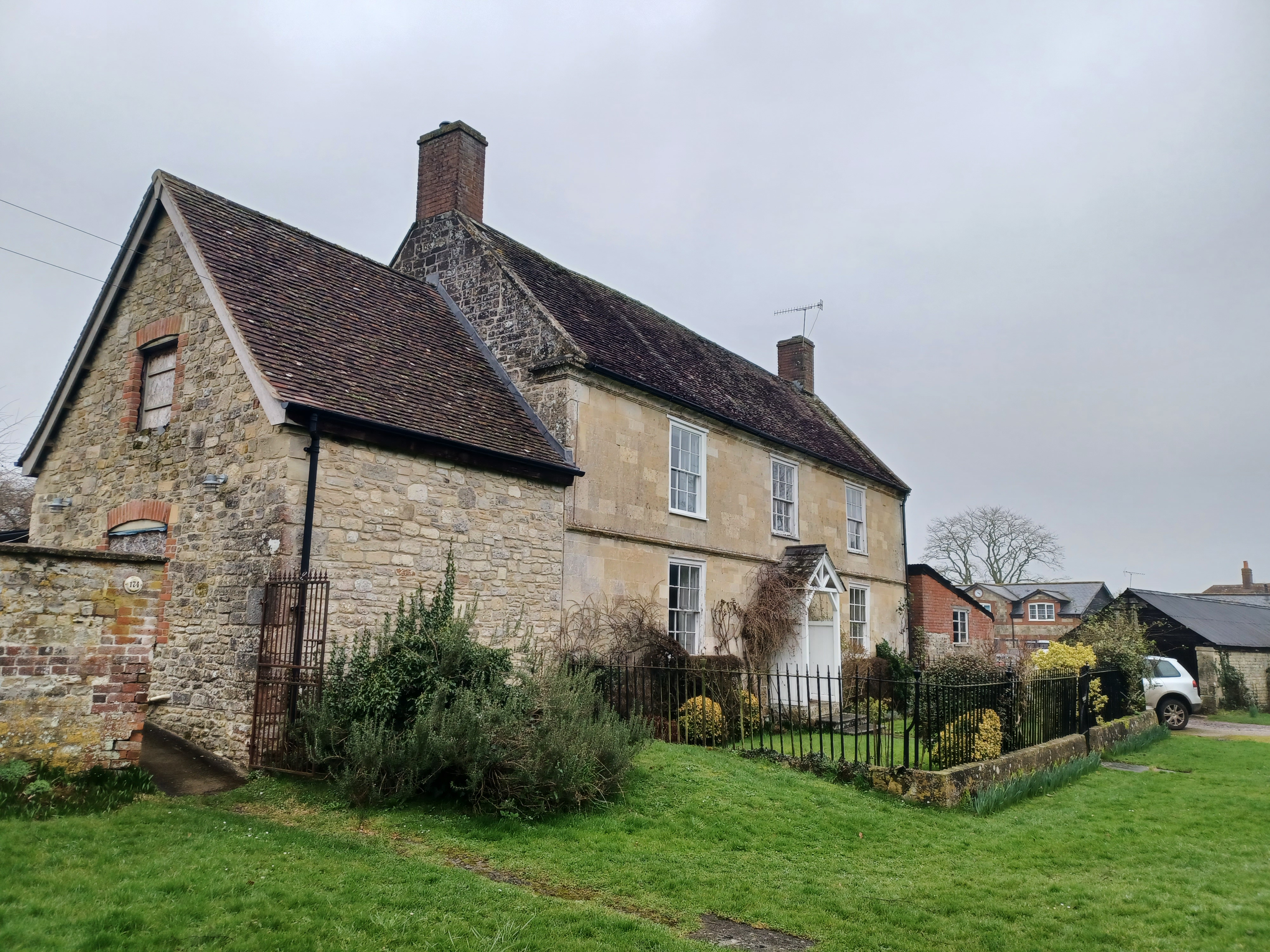
Casa colonica a Tytherington, edificio classificato e risalente al XVIII secolo

Sutton Veny si trova nella valle di Wylye. Il villaggio è situato a circa tre miglia a sud-est dal centro di Warminster e circa un miglio a sud-ovest da Heytesbury. Nel 1881 l'area della parrocchia era di 3.580 acri ma nel decennio successivo i cambiamenti nei confini ne hanno ampliato l'area a 4.111 acri. Nel 1884 i terreni di Southleigh Wood, precedentemente una parte staccata della parrocchia di Heytesbury, e Pit Mead, un tratto di prateria a sud del Wylye, precedentemente divisa tra Warminster, Bishopstrow e Norton Bavant, furono portati all'interno dei confini della parrocchia. Due anni dopo l'intera parte settentrionale dell'antica parrocchia di Pertwood fu trasferita a Sutton Veny. La superficie della parrocchia rimase invariata fino al 1934 e anche dopo subì poche variazioni di superficie. È lunga e piuttosto stretta nella forma, con un'estensione all'angolo nord-occidentale che comprende Southleigh e Eastleigh Woods. Il confine occidentale di questa estensione è il fiume Wylye, che scorre da sud a nord. Il Wylye dopo la svolta verso est, forma anche una parte del confine nord-orientale. Una striscia di sabbia verde superiore attraversa la metà nord-occidentale della parrocchia e su questa si trovano gli estesi Southleigh e Eastleigh Woods, un tempo parte della foresta di Selwood. I boschi sono situati a un'altezza di oltre 400 piedi e oltre di essi, verso ovest, il terreno scende ripidamente verso il Wylye. La parte settentrionale della parrocchia, anch'essa delimitata dal Wylye, è pianeggiante e, in alcune parti, paludosa, ed è questa terra paludosa che ha dato a Sutton la parte descrittiva del suo nome, ovvero Fenny, una volta pronunciato e in seguito scritto Venny o Veny. Tutta la metà meridionale della parrocchia si trova sulle colline calcaree che si estendono fino a un'altezza di oltre 700 piedi. Nell'estremo sud, un tempo parte dell'antica parrocchia di Pertwood, c'è un po' di bosco e una frangivento di faggi. Le colline hanno in passato sostenuto grandi greggi di pecore e il territorio della parrocchia è sempre stato dedicato all'agricoltura, al pascolo e al pascolo in pianura, predominando sull'arabile, sebbene dal 1939 molte colline siano state arate. Non vi sono linee stradali importanti nel territorio e, a parte due strade secondarie che si incrociano all'estremità nord-occidentale del villaggio, l'unica altra strada è una strada secondaria che attraversa Southleigh Wood, attraversa il Wylye e esce dalla parrocchia per unirsi alla strada principale Warminster-Shaftesbury. La linea ferroviaria tra Warminster e Salisbury, aperta nel 1856, attraversa appena l'estremo angolo nord-orientale.

## Storia
Ci sono numerosi tumuli nella parte meridionale della parrocchia e ce ne sono tre alla periferia del villaggio a nord e a est. Robin Hood's Bower, nel mezzo di Southleigh Wood, è un terrapieno dell'età del ferro. A Pit Mead, abbastanza vicino al Wylye, ci sono i siti di due ville romane.
La parte più antica del villaggio era probabilmente Great Sutton, che era l'area attorno alla chiesa di San Leonardo e la terra a ovest. Little Sutton era un piccolo borgo nella zona di Glebe Farm. Nel periodo anglosassone, con l'uso di buoi e aratri, la terra attorno a questi insediamenti iniziare a modellare i campi. Nel 1086 il Domesday Book registrò che c'era una tenuta a Sutton Veny detenuta da Nigel, il medico dell'abbazia di Montebourg, in Normandia. C'erano molte tenute intorno a Sutton Veny di proprietà di ricchi proprietari terrieri che cambiarono proprietario molte volte nel corso degli anni. La famiglia Hungerford deteneva gran parte della terra nella zona fino al XV secolo circa. Dal Neolitico fino al XIX secolo, l'economia della regione della Wylye Valley è dipesa principalmente dall'allevamento di pecore e dalla produzione di tessuti. I registri mostrano che nell'XI secolo la lana di questa regione veniva esportata in Francia e tra il 1417 e il 1436 Sutton Veny contribuiva tra 400 e 600 velli all'anno al magazzino di lana di Hungerford. Sutton Veny e la valle di Wylye soffrirono, come il resto del paese nel XIV secolo, di peste bubbonica. La diffusione di questa epidemia coincise con la depressione agricola e la carestia nella regione, alla quale contribuirono la dissoluzione dei monasteri e la riforma. Per i contadini di Sutton Veny, a metà del XVII secolo, un miglioramento fondamentale fu l'introduzione della razza di pecora ormai molto rara chiamata Wiltshire Horned, che produceva un ottimo fertilizzante per i campi. Aveva un vello corto e zampe lunghe e poteva percorrere fino a 40 miglia al giorno. La guerra civile del 1630 devastò Sutton Veny e il resto del Wiltshire, mentre i leader della contea si opponevano a re Carlo. Ci furono molte battaglie nell'area, concentrate principalmente a Bristol, Devizes e Wilton, mentre entrambe le parti combattevano per ottenere il controllo. Gli uomini di Sutton Veny vennero probabilmente tutti coinvolti e le fattorie vennero lasciate alle donne e agli anziani. La normalità tornò alla fine del XVII secolo. Il XVIII secolo vide l'introduzione di prati umidi, la recinzione di campi precedentemente comuni e l'introduzione di una delle prime tosatrici azionate a motore a Horningsham. All'inizio del XIX secolo la vita divenne estremamente dura per gli abitanti di Sutton Veny e dell'intero Wiltshire. La contea era una delle più povere del paese. Gli alti affitti agricoli rendevano la vita quasi impossibile per il contadino medio e la grave depressione agricola che seguì portò a rivolte in città e villaggi. Una delle più grandi tenute di Sutton Veny era la Greenhill Estate (poi Sutton Veny House) originariamente di proprietà della famiglia Hinton, acquistata nel 1850 da Joseph Everett e notevolmente migliorata ed estesa nel 1856. Sempre in quest'anno fu aperta la linea ferroviaria tra Warminster e Salisbury. Little Sutton rimane nel 1963 un piccolo borgo separato adagiato contro il confine orientale della parrocchia. Great Sutton era l'area attorno alla chiesa di San Leonardo, con Newnham, che si trovava appena oltre a nord-ovest, corrisponde a quello che nel 1963 venne chiamato il villaggio di Sutton Veny. La parte più antica del villaggio sembra essere la sua estremità sud-orientale, che un tempo era la decima separata di Great Sutton. La chiesa parrocchiale, la canonica e, dopo il 1850, la scuola del villaggio, si trovavano tutte qui fino alla fine del XIX secolo. Sempre qui, su entrambi i lati della strada che conduceva alla chiesa, c'erano le fattorie Church e Polebridge, che erano probabilmente le fattorie demaniali dei due manieri di Great, o Fenny, Sutton, smembrati nel XVII secolo. Dopo che entrambe le fattorie furono acquisite all'inizio del XX secolo da W. P. Alexander, la casa d'abitazione della fattoria Church divenne la sua residenza e da allora è stata chiamata Polebridge House. Nel 1963 la parte principale del villaggio si trovava lungo la strada secondaria che arriva da Warminster. All'estremità orientale della parrocchia, nel villaggio di Little Sutton, ci sono Sutton Farm, chiamata nel 1963 Pond's Farm, una casa dei primi anni del XIX secolo, e Little Sutton Farm, che potrebbe essere stata la fattoria demaniale del maniero di Kingston di Little Sutton. Ma nel 1963 la casa appartenente a questa fattoria non era più occupata come fattoria e si chiamava Sutton Parva House. È una casa con struttura in legno del XVII secolo, o prima, con facciata in pietra rifatta intorno al 1700. Ancora più a est, dove Little Sutton confina con Tytherington, c'era un tempo un'altra fattoria. Rimangono una colombaia in mattoni, con l'iscrizione "R.L. 1810", e alcuni altri edifici agricoli di macerie con rivestimenti in mattoni probabilmente della stessa data. Il territorio fu un'area di concentramento durante la prima guerra mondiale per le unità che andavano e venivano dalla Francia. Un cimitero accanto alla chiesa di San Giovanni conserva le spoglie dei soldati australiani che morirono principalmente a causa dell'epidemia di influenza nel 1918.

## Monumenti e luoghi d'interesse
Nel territorio di Sutton Veny sono presenti vari luoghi d'interesse:
- Chiesa di San Giovanni Evangelista. Si tratta di una chiesa parrocchiale anglicana risalente al XIX secolo. Con la sua guglia la chiesa di San Giovanni Evangelista è una delle chiese più grandi del territorio. Il cimitero è curato da volontari. La prima pietra della chiesa fu posata nel 1866 e fu costruita a spese della famiglia Everett come monumento commemorativo di Joseph Everett di Greenhill, morto nel 1865. È in pietra di Frome con decorazioni in pietra Box, ha una pianta cruciforme con una torre e un'alta guglia sopra l'incrocio, grandi finestre a cinque luci a est e a ovest e un rosone nel transetto nord. All'interno si trovano volte a crociera in pietra e presbiterio che sono il marchio di fabbrica di Pearson. L'altare fu donato alla chiesa al momento della sua consacrazione dall'allora vescovo di Salisbury, e il retablo fu donato dalla parrocchia. Il campanile e la camera delle campane nella torre sono raggiungibili tramite una scala esterna. Le sei campane furono portate dalla vecchia chiesa e nel 1927 furono riappese in una struttura di metallo. Nel 1918 un angolo del cimitero fu riservato come luogo di sepoltura per i militari, molti dei quali australiani, che erano stati assegnati al campo militare e all'ospedale della parrocchia. Molti erano morti nell'epidemia di influenza di quell'anno e altri erano stati vittime di battaglia. Anche cinque infermiere australiane sono sepolte lì. Le tombe sono state curate dal 1918 dalla Commonwealth War Graves Commission. Nel 1961 i parrocchiani ritennero che un memoriale all'interno della chiesa sarebbe stato appropriato. Dopo molta pianificazione e discussione, nel gennaio 1964 fu concessa una facoltà, consentendo la trasformazione del transetto sud nella cappella commemorativa dell'Anzac. Appartiene alla diocesi di Salisbury e dal 1 luglio 1986 è un monumento classificato di primo grado per il suo particolare interesse storico e architettonico.[6][7][8]
- Chiesa di San Leonardo, ormai in rovine. Fu abbandonata nel 1860 quando fu costruita una nuova chiesa. Solo il presbiterio, precedentemente utilizzato come cappella mortuaria, ha ancora il tetto. Il presbiterio contiene alcuni interessanti manufatti, tra cui tavole di beneficenza, una bara, una fonte battesimale, una campana e molti eleganti monumenti commemorativi sulle pareti.[9]
- Polebridge House. Grande edificio di origine medievale, col blocco centrale sul lato nord della casa che può essere identificato come una grande sala medievale, in seguito divisa in due piani. Le travi del tetto aperto sono apparentemente del XIV secolo. La casa è stata molto modificata e ampliata, in particolare nel 1902, quando è stata aggiunta l'ala ovest, con quella data incisa. Anche la fattoria Glebe si trova non lontano, vicino alla strada, poiché lascia l'ex decima di Great Sutton per Little Sutton. Ha una fattoria del XVIII secolo con aggiunte del XIX secolo.[1]
- Tytherington. Casa colonica di fine XVIII secolo, monumento classificato di primo grado.